# F. Skot Ficdžerald
Frensis Skot Ki Ficdžerald (engl. F. Scott Fitzgerald; 24. septembar 1896 — 21. decembar 1940) bio je američki pisac romana i novela koje su obeležile Džez eru. Smatra se jednim od najvećih pisaca 20. veka. Fitzdžerald pripada grupi koja se nazivala "Izgubljenom generacijom," Amerikancima rođenim 1890-ih, a koji su sazreli za vreme prvog svetskog rata. Napisao je četiri romana, peti ostavio nedovršenim, a opus mu uključuje mnoge novele na temu mladosti, očaja i starenja.
Supruga mu je bila Zelda Ficdžerald.

## Mladost
Rođen je 1896.u Sent Polu, u državi Minesota, u porodici više srednje klase.
Njegov otac, Edvard Ficdžerald, irskog i engleskog porekla, preselio se u Sent Pol iz Merilenda posle Američkog građanskog rata i bio je poznat kao „tih i ugledan čovek sa divnim južnjačkim manirima“. Njegova majka se zvala Meri „Moli“ Mekvilan Ficdžerald, i bila je ćerka irskog doseljenika koji se obogatio veletrgovinom.
Skot Ficdžerald je proveo prvu deceniju svog detinjstva prvenstveno u Bafalu, u državi Njujork. Tu se pokazalo da je dečak izvanredne inteligencije koji je rano ispoljio veliko interesovanje za književnost.
Kada je imao 13 godina, doživeo je da njegovo prvo književno delo izađe u štampu – bila je to detektivska priča objavljena u školskim novinama. Godine 1911, kada je Ficdžerald imao 15 godina, roditelji su ga poslali u školu Njuman, prestižnu katoličku gimnaziju u Hakenseku, u državi Nju Džerzi. Kada je maturirao 1913, Ficdžerald je odlučio da ostane u Nju Džerziju i da nastavi svoj umetnički razvoj na Univerzitetu Prinston.
Godine 1917. je napustio univerzitet kako bi se pridružio vojsci. Tokom zime 1917. godine, Ficdžerald je bio stacioniran u Fort Levenvortu i bio je jedan od studenata budućeg američkog predsednika i generala armije Dvajta Ajzenhauera koga je naročito mrzeo. Zabrinut da će možda poginuti u Prvom svetskom ratu, a da ne ostvari svoje književne snove, Ficdžerald je brzo napisao knjigu Romantični egoista nekoliko nedelja pre mobilizacije – i, iako ga je izdavačka kuća Skribner odbila, recenzent je zapazio originalnost njegovog romana i ohrabrivao Ficdžeralda da pošalje još dela u budućnosti.

## Zelda
Ficdžerald je dobio čin višeg pešadijskog poručnika i bio je raspoređen u Kamp Šeridan u blizini Montgomerija, u Alabami. U jednom elitnom klubu, Ficdžerald je upoznao i zaljubio se u Zeldu Seir, ćerku sudije Vrhovnog suda u Alabami Entonija D. Seira, i, po rečima Ficdžeralda, „zlatnu devojku“ visokog društvа Montgomerija.
Zelda je prihvatila njegovu prosidbu, ali posle nekog vremena, uprkos tome što je radio u jednoj reklamnoj agenciji i pisao kratke priče, nije mogao da je ubedi da će biti u stanju da je izdržava,zbog čega je ona raskinula veridbu. Ficdžerald se vratio svojim roditeljima koji su živeli u Samit Aveniji br. 599, na Katedral Hilu u Sent Polu, kako bi preradio Romantičnog egoistu u delo s novim naslovom Ova strana raja, polu-autobiografsku priču o Ficdžeraldovim godinama dok je bio student na Prinstonu. Izdavačka kuća Skribner je prihvatila njegovu prerađenu knjigu na jesen 1919, objavljena je 26. marta 1920. i postigla brzi uspeh prodavši 41,075 primeraka u prvoj godini. Ova knjiga je označila početak njegove spisateljske karijere i obezbedila mu stalan prihod koji je odgovarao Zeldinim zahtevima. Oni su obnovili veridbu i venčali se u Katedrali Svetog Patrika u Njujorku. Njihova ćerka i jedino dete, Franses Skot „Skoti“ Ficdžerald je rođena 26. oktobra 1921.

## Doba džeza
Vreme provedeno u Parizu dvadesetih godina 20. veka pokazalo se kao najuticajnija decenija u Ficdžeraldovom razvoju. Ficdžerald je napravio nekoliko izleta po Evropi, uglavnom u Parizu i po francuskoj rivijeri, i sprijateljio se sa mnoštvom članova američke dijaspore u Parizu, pre svega sa Ernestom Hemingvejom.
Iako je Ficdžeraldova strast bila pisanje romana, samo se njegov prvi roman dovoljno dobro prodavao kako bi izdržao raskošni život koji su on i Zelda usvojili kao poznate ličnosti Njujorka (Veliki Getsbi, koji se sada smatra njegovim remek-delom, nije dostigao popularnost pre Ficdžeraldove smrti). Zbog ovakvog načina života, kao i zbog Zeldinih medicinskih troškova, Ficdžerald je konstantno bio u finansijskim problemima i često je tražio pozajmice od svog agenta Harolda Obera i urednika u Skribneru, Maksvela Perkinsa.
Ficdžerald je počeo sa pisanjem svog četvrtog romana krajem dvadesetih godina, ali je bio sprečen da nastavi s radom zbog finansijskih problema i šizofrenije od koje je obolela Zelda 1930, te je morao da piše komercijalne kratke priče. Njeno emocionalno zdravlje je ostalo slabo do kraja njenog života.

## Bolest i smrt
Ficdžerald, alkoholičar još od fakulteta, dvadesetih godina je postao poznat po izuzetno teškom opijanju, koje mu je do kraja tridesetih narušilo zdravlje.
Ficdžerald je umro pre nego što je završio delo Poslednji tajkun. Njegov rukopis, koji su sačinjavale obimne beleške za nenapisani deo romana, uobličio je njegov prijatelj, književni kritičar Edmund Vilson, i objavljene su 1941. pod nazivom Poslednji tajkun.

## Zaveštanje
Ficdžeraldova dela su inspirisala pisce otkad je počeo da objavljuje. Objavljivanje Velikog Getsbija je podstaklo T. S. Eliota da u jednom pismu Ficdžeraldu napiše: „Čini mi se da je Veliki Getsbi prvi korak koji je američka proza napravila još od Henrija Džejmsa...“ U pismu napisanom četrdesetih godina, Dž. D. Selindžer je iskazao divljenje prema Ficdžeraldovom delu, a Selindžerov biograf Ijan Hamilton je napisao da je Selindžer čak neko vreme video sebe kao „Ficdžeralovog naslednika“. U Njujork Tajmsu je posle Ficdžeraldove smrti objavljeno da je on „bio bolji nego što je sam znao, jer je i u zbilji i u književnom smislu izmislio jednu generaciju... On ih je možda razumeo, pa čak i predvodio, jer su u svojim srednjim godinama videli drugačiju i uzvišeniju slobodu kojoj je pretilo uništenje.“
U 21. veku se prodaju milioni primeraka Velikog Getsbija i ostalih njegovih dela, a Getsbi, konstantni bestseler, deo je obavezne lektire u mnogim srednjim školama i na univerzitetima.

### Dela

#### Romani
- This Side of Paradise (New York: Chas. Scribner & Son: 1920)
- The Beautiful and Damned (New York: Chas. Scribner & Son: 1922)
- The Great Gatsby (New York: Chas. Scribner & Son: 1925)
- Tender Is the Night (New York: Chas. Scribner & Son: 1934) (Блага је ноћ)
- The Last Tycoon – izvorno The Love of the Last Tycoon – (New Yos. Scribner & Sons}-, objavljena posthumno 1941

#### Ostala dela
- (dramski tekst, 1923)
- (eseji i priče, 1945)
- (novela, 1922)
- (novela)
- (zbirka novela, 1926)
- (zbirka novela)
- (zbirka novela, 1935)
- (zbirka novela, 1922)
- (novele)
- (novela)
- (novela)
- (novela)
- (novela)
- (novela)
- (novela)
- (zbirka novela, 1920)
- (zbirka novela)

## Literatura
- Bechtel, Dianne E. (2017), „Jay Gatsby, Failed Intellectual: F. Scott Fitzgerald's Trope for Social Stratification”, The F. Scott Fitzgerald Review, University Park, Pennsylvania: Penn State University Press, 15 (1): 117—29, JSTOR 10.5325/fscotfitzrevi.15.1.0117, S2CID 171679942, doi:10.5325/fscotfitzrevi.15.1.0117, Приступљено 12. 12. 2021
- Berg, A. Scott (1978), Max Perkins: Editor of Genius, New York: Simon & Schuster, ISBN 0-671-82719-7 — преко Internet Archive
- Berman, Ronald (2014), „Fitzgerald and the Idea of Society”, The F. Scott Fitzgerald Review, University Park, Pennsylvania: Penn State University Press, 12 (1): 32—43, JSTOR 10.5325/fscotfitzrevi.12.1.0032, S2CID 170407311, doi:10.5325/fscotfitzrevi.12.1.0032, Приступљено 12. 12. 2021
- Brooks, John (2011), „Reevaluating the Hollywood Myth”, F. Scott Fitzgerald Review, University Park, Pennsylvania: Penn State University Press, 9: 174—176, JSTOR 41608012, doi:10.1111/j.1755-6333.2011.01062.x, Приступљено 12. 12. 2021
- Broun, Heywood (14. 4. 1920), „Books”, New York Tribune (Wednesday изд.), New York City, стр. 14, Приступљено 12. 12. 2021 — преко Newspapers.com
- Bruccoli, Matthew J. (пролеће 1978), „'An Instance of Apparent Plagiarism': F. Scott Fitzgerald, Willa Cather, and the First 'Gatsby' Manuscript”, Princeton University Library Chronicle, Princeton, New Jersey: Princeton University, 39 (3): 171—78, JSTOR 26402223, doi:10.2307/26402223, Приступљено 12. 12. 2021
- ———————————, ур. (2000) [1999], F. Scott Fitzgerald's The Great Gatsby: A Literary Reference, New York City: Carroll & Graf Publishers, ISBN 978-0-7867-0996-0 — преко Google Books
- ———————————; Baughman, Judith (1996), Reader's Companion to F. Scott Fitzgerald's 'Tender is the Night', Columbia, South Carolina: University of South Carolina Press, ISBN 978-1-57003-078-9 — преко Internet Archive
- ——————————— (2002) [1981], Some Sort of Epic Grandeur: The Life of F. Scott Fitzgerald (2nd rev. изд.), Columbia, South Carolina: University of South Carolina Press, ISBN 1-57003-455-9 — преко Internet Archive
- Buller, Richard (2005), „F. Scott Fitzgerald, Lois Moran, and the Mystery of Mariposa Street”, The F. Scott Fitzgerald Review, University Park, Pennsylvania: Penn State University Press, 4: 3—19, JSTOR 41583088, doi:10.1111/j.1755-6333.2005.tb00013.x, Приступљено 12. 12. 2021
- Butcher, Fanny (21. 7. 1923), „Fitzgerald and Leacock Write Two Funny Books”, Chicago Tribune (Saturday изд.), Chicago, Illinois, стр. 7, Приступљено 12. 12. 2021 — преко Newspapers.com
- —————— (18. 4. 1925), „New Fitzgerald Book Proves He's Really a Writer”, Chicago Tribune (Saturday изд.), Chicago, Illinois, стр. 11, Приступљено 12. 12. 2021 — преко Newspapers.com
- Coghlan, Ralph (25. 4. 1925), „F. Scott Fitzgerald”, St. Louis Post-Dispatch (Saturday изд.), St. Louis, Missouri, стр. 11, Приступљено 12. 12. 2021 — преко Newspapers.com
- Corrigan, Maureen (9. 9. 2014), So We Read On: How The Great Gatsby Came to Be and Why It Endures, New York City: Little, Brown and Company, ISBN 978-0-316-23008-7 — преко Google Books
- Curnutt, Kirk (октобар 2004), A Historical Guide to F. Scott Fitzgerald, Oxford, England: Oxford University Press, ISBN 978-0-19-515303-3, Приступљено 27. 6. 2021 — преко Google Books
- Davis, Susan Lawrence (1924), Authentic History Ku Klux Klan, 1865–1877, New York, ISBN 978-1-258-01465-0 — преко Internet Archive
- Donaldson, Scott (1983), Fool for Love: F. Scott Fitzgerald, New York: Congdon & Weed, ISBN 0-312-92209-4 — преко Internet Archive
- Eble, Kenneth (зима 1974), „The Great Gatsby”, College Literature: A Journal of Critical Literary Studies, Baltimore, Maryland: Johns Hopkins University Press, 1 (1): 34—47, ISSN 0093-3139, JSTOR 25111007, Приступљено 12. 12. 2021
- Fessenden, Tracy (2005), „F. Scott Fitzgerald's Catholic Closet”, U.S. Catholic Historian, Washington, D.C.: The Catholic University of America Press, 23 (3): 19—40, JSTOR 25154963, Приступљено 12. 12. 2021
- Fitzgerald, F. Scott (2004),  Bruccoli, Matthew J.; Baughman, Judith, ур., Conversations with F. Scott Fitzgerald, Jackson, Mississippi: University of Mississippi Press, ISBN 1-57806-604-2 — преко Google Books
- ————————; Fitzgerald, Zelda (2002) [1985],  Bryer, Jackson R.; Barks, Cathy W., ур., Dear Scott, Dearest Zelda: The Love Letters of F. Scott and Zelda Fitzgerald, New York: St. Martin's Press, ISBN 978-1-9821-1713-9 — преко Internet Archive
- ———————— (1945),  Wilson, Edmund, ур., The Crack-Up, New York: New Directions, ISBN 0-8112-0051-5 — преко Internet Archive
- ———————— (јул 1966),  Turnbull, Andrew, ур., The Letters of F. Scott Fitzgerald, New York: Charles Scribner's Sons — преко Internet Archive
- ———————— (1960) [1909], The Mystery of the Raymond Mortgage (1st изд.), New York: Random House — преко Google Books
- ———————— (1989),  Bruccoli, Matthew J., ур., The Short Stories of F. Scott Fitzgerald, New York: Scribner, ISBN 0-684-84250-5 — преко Internet Archive
- ———————— (април 1920), This Side of Paradise, New York: Charles Scribner's Sons — преко Internet Archive
- Fitzgerald, Zelda (1991),  Bruccoli, Matthew J., ур., The Collected Writings of Zelda Fitzgerald, New York: Charles Scribner's Sons, ISBN 0-684-19297-7 — преко Internet Archive
- Ford, Lillian C. (10. 5. 1925), „The Seamy Side of Society”, The Los Angeles Times (Sunday изд.), Los Angeles, California, стр. 68, Приступљено 12. 12. 2021 — преко Newspapers.com
- Funda, Evelyn I. (јесен 1995), „Review of 'Redefining the American Dream: The Novels of Willa Cather<span style="padding-right:0.2em;">'”, Great Plains Quarterly, 15 (4): 275—76, JSTOR 23531702, Приступљено 12. 12. 2021
- Graham, Sheilah; Frank, Gerold (1958), Beloved Infidel: The Education of a Woman, New York: Henry Holt and Company, LCCN 58-14130 — преко Internet Archive
- Hammond, Percy (5. 5. 1922), „Books”, The New York Tribune (Friday изд.), New York City, стр. 10, Приступљено 12. 12. 2021 — преко Newspapers.com
- Harvey, Sally Peltier (1995), Redefining the American Dream: The Novels of Willa Cather, United Kingdom: Fairleigh Dickinson University, ISBN 978-0-8386-3557-5, Приступљено 12. 12. 2021 — преко Google Books
- Hemingway, Ernest (1964), A Moveable Feast, New York: Charles Scribner's Sons, ISBN 978-0-7432-3729-1, LCCN 64-15441 — преко Internet Archive
- Hischak, Thomas S. (18. 6. 2012), American Literature on Stage and Screen: 525 Works and Their Adaptations, London: McFarland & Company, ISBN 978-0-7864-6842-3, Приступљено 27. 9. 2021 — преко Google Books
- Hook, Andrew (август 2002), F. Scott Fitzgerald: A Literary Life, London: Palgrave Macmillan UK, ISBN 978-1-4039-1926-7 — преко Google Books
- Jackson, Charles (1996) [1944], The Lost Weekend, Syracuse, New York: Syracuse University Press, ISBN 0-8156-0419-X — преко Internet Archive
- Jenkins, Alan (1974), The Twenties, London: Peerage Books, ISBN 0-907408-21-4 — преко Internet Archive
- Josephson, Matthew (пролеће 1933), „The Younger Generation: Its Young Novelists”, Virginia Quarterly Review, Charlottesville, Virginia: University of Virginia, 9 (2), Архивирано из оригинала 01. 03. 2024. г., Приступљено 26. 4. 2020
- Kazin, Alfred, ур. (1951), F. Scott Fitzgerald: The Man and His Work (1st изд.), New York City: World Publishing Company — преко Internet Archive
- Korda, Michael (2007), Ike: An American Hero, New York City: HarperCollins Publishers, ISBN 978-0-06-075665-9 — преко Internet Archive
- Kruse, Horst H. (2014), F. Scott Fitzgerald at Work: The Making of 'The Great Gatsby', Tuscaloosa, Alabama: University of Alabama Press, ISBN 978-0-8173-1839-0 — преко Google Books
- ——————— (2002), „The Real Jay Gatsby: Max von Gerlach, F. Scott Fitzgerald, and the Compositional History of 'The Great Gatsby<span style="padding-right:0.2em;">'”, The F. Scott Fitzgerald Review, University Park, Pennsylvania: Penn State University Press, 1 (1): 45—83, JSTOR 41583032, doi:10.1111/j.1755-6333.2002.tb00059.x, Приступљено 28. 6. 2021
- Latimer, James (9. 5. 1934), „World of Books”, The Chattanooga News, Chattanooga, Tennessee, стр. 4, Приступљено 12. 12. 2021 — преко Newspapers.com
- MacKie, Elizabeth Beckwith (1970).  Bruccoli, Matthew J., ур. „My Friend Scott Fitzgerald”. Fitzgerald/Hemingway Annual. Columbia, South Carolina: University of South Carolina. стр. 16—27. Приступљено 30. 9. 2022 — преко Internet Archive.
- Maslin, Marshall (12. 5. 1934), „All of Us”, Republican and Herald (Saturday изд.), Pottsville, Pennsylvania, стр. 2, Приступљено 12. 12. 2021 — преко Newspapers.com
- McCardell, Lee (13. 3. 1926), „Short Stories From the Maturing Pen of Scott Fitzgerald”, The Evening Sun (Saturday изд.), Baltimore, Maryland, стр. 6, Приступљено 12. 12. 2021 — преко Newspapers.com
- Mcgowan, Philip (2013), „Exile and the City: F. Scott Fitzgerald's 'The Lost Decade<span style="padding-right:0.2em;">'”, The F. Scott Fitzgerald Review, University Park, Pennsylvania: Penn State University Press, 11 (1): 54—79, JSTOR 10.5325/fscotfitzrevi.11.1.0054, S2CID 170301595, doi:10.5325/fscotfitzrevi.11.1.0054, Приступљено 12. 12. 2021
- Mencken, H. L. (2. 5. 1925), „Fitzgerald, the Stylist, Challenges Fitzgerald, the Social Historian”, The Evening Sun (Saturday изд.), Baltimore, Maryland, стр. 9, Приступљено 12. 12. 2021 — преко Newspapers.com
- Mencken, H. L. (1989),  Fecher, Charles A., ур., The Diary of H. L. Mencken, New York: Alfred A. Knopf, ISBN 0-394-56877-X — преко Internet Archive
- Milford, Nancy (1970), Zelda: A Biography, New York: Harper & Row, LCCN 66-20742 — преко Internet Archive
- Mizener, Arthur (1951), The Far Side of Paradise: A Biography of F. Scott Fitzgerald, Boston, Massachusetts: Houghton Mifflin — преко Internet Archive
- ——————— (1972), Scott Fitzgerald and His World, New York: G.P. Putnam's Sons, ISBN 978-0-500-13040-7 — преко Internet Archive
- Pekarofski, Michael (2012), „The Passing of Jay Gatsby: Class and Anti-Semitism in Fitzgerald's 1920s America”, The F. Scott Fitzgerald Review, University Park, Pennsylvania: Penn State University Press, 10: 52—72, JSTOR 41693878, S2CID 170714417, doi:10.1111/j.1755-6333.2012.01077.x, Приступљено 12. 12. 2021
- Perrett, Geoffrey (1982), America in the Twenties: A History, New York: Simon & Schuster, ISBN 0-671-25107-4 — преко Internet Archive
- „Personette: F. Scott Fitzgerald”, Asbury Park Press (Thursday изд.), Asbury Park, New Jersey, стр. 4, 8. 4. 1920, Приступљено 12. 12. 2021 — преко Newspapers.com
- Quirk, Tom (децембар 1982), „Fitzgerald and Cather: The Great Gatsby”, American Literature, Durham, North Carolina: Duke University Press, 54 (4): 576—91, JSTOR 2926007, doi:10.2307/2926007, Приступљено 12. 12. 2021
- Rand, William E. (децембар 1996), „The Structure Of The Outsider In The Short Fiction Of Richard Wright And F. Scott Fitzgerald”, College Language Association Journal, Columbia, South Carolina, 40 (2): 230—245, JSTOR 44323010, Приступљено 12. 12. 2021
- Ring, Frances Kroll (1985), Against the Current: As I Remember F. Scott Fitzgerald, Berkeley, California: Creative Arts Book Company, ISBN 0-88739-001-3 — преко Internet Archive
- Rodgers, Marion Elizabeth (2005), Mencken: The American Iconoclast, New York: Oxford University Press, ISBN 978-0-19-533129-5 — преко Google Books
- Roedder, Karsten (28. 3. 1926), „The Book Paradise”, The Brooklyn Citizen (Sunday изд.), Brooklyn, New York, стр. 7, Приступљено 12. 12. 2021 — преко Newspapers.com
- Rosowski, Susan J. (јесен 1977), „Willa Cather's 'A Lost Lady': The Paradoxes of Change”, Novel: A Forum on Fiction, 11 (1): 51—62, JSTOR 1344886, doi:10.2307/1344886, Приступљено 12. 12. 2021
- Savage, Jon (2007), Teenage: The Creation of Youth Culture, New York: Viking Press, ISBN 978-0-670-03837-4 — преко Internet Archive
- Schiff, Jonathan (2001), Ashes to Ashes: Mourning and Social Difference in F. Scott Fitzgerald's Fiction, Selinsgrove, Pennsylvania: Susquehanna University Press, ISBN 1-57591-046-2 — преко Google Books
- Slater, Peter Gregg (јануар 1973), „Ethnicity in The Great Gatsby”, Twentieth Century Literature, Durham, North Carolina: Duke University Press, 19 (1): 53—62, JSTOR 440797, doi:10.2307/440797, Приступљено 12. 12. 2021
- Sommerville, Kristin; Morgan, Speer (23. 4. 2017), „Mastering the Story Market: F. Scott Fitzgerald's Revision of 'The Night before Chancellorsville'”, The Missouri Review, Columbia, Missouri: University of Missouri, 40 (1): 185—196, doi:10.1353/mis.2017.0013
- Stagg, Hunter (18. 4. 1925), „Scott Fitzgerald's Latest Novel is Heralded As His Best”, The Evening Sun (Saturday изд.), Baltimore, Maryland, стр. 9, Приступљено 12. 12. 2021 — преко Newspapers.com
- Stein, Gertrude (1933), The Autobiography Of Alice B. Toklas, Rahway, New Jersey: Quinn & Boden Company — преко Internet Archive
- Stern, Milton R. (1970), The Golden Moment: The Novels of F. Scott Fitzgerald, Champaign, Illinois: University of Illinois Press, ISBN 978-0-252-00107-9 — преко Internet Archive
- Tate, Mary Jo (1998) [1997], F. Scott Fitzgerald A to Z: The Essential Reference to His Life and Work, New York: Facts On File, ISBN 0-8160-3150-9
- Tredell, Nicolas (28. 2. 2007), Fitzgerald's The Great Gatsby: A Reader's Guide, London: Continuum Publishing, ISBN 978-0-8264-9010-0 — преко Internet Archive
- Turnbull, Andrew (1962) [1954], Scott Fitzgerald, New York: Charles Scribner's Sons, LCCN 62-9315 — преко Internet Archive
- „Turns with a Bookworm”, New York Herald Tribune, New York, 12. 4. 1925
- Van Allen, Burke (22. 4. 1934), „Almost a Masterpiece: Scott Fitzgerald Produces a Brilliant Successor to 'The Great Gatsby<span style="padding-right:0.2em;">'”, The Brooklyn Daily Eagle (Sunday изд.), Brooklyn, New York, стр. 83, Приступљено 12. 12. 2021 — преко Newspapers.com
- Vogel, Joseph (2015), „'Civilization's Going to Pieces': The Great Gatsby, Identity, and Race, From the Jazz Age to the Obama Era”, The F. Scott Fitzgerald Review, University Park, Pennsylvania: Penn State University Press, 13 (1): 29—54, JSTOR 10.5325/fscotfitzrevi.13.1.0029, S2CID 170386299, doi:10.5325/fscotfitzrevi.13.1.0029, Приступљено 12. 12. 2021
- Wagner-Martin, Linda (лето 2004), „Zelda Sayre, Belle”, Southern Cultures, Chapel Hill, North Carolina: University of North Carolina Press, 10 (2): 19—49, JSTOR 26390953, S2CID 143270051, doi:10.1353/scu.2004.0029, Приступљено 12. 12. 2021
- Weaver, John V. A. (4. 3. 1922), „Better Than 'This Side of Paradise<span style="padding-right:0.2em;">'”, The Brooklyn Daily Eagle (Saturday изд.), Brooklyn, New York, стр. 3, Приступљено 12. 12. 2021 — преко Newspapers.com
- West, James L. W. III (2005), The Perfect Hour: The Romance of F. Scott Fitzgerald and Ginevra King, His First Love, New York: Random House, ISBN 978-1-4000-6308-6 — преко Internet Archive
- ————————— (јул 2002), Trimalchio: An Early Version of 'The Great Gatsby', The Works of F. Scott Fitzgerald, Cambridge, England: Cambridge University Press, ISBN 978-0-521-89047-2, Приступљено 4. 7. 2021 — преко Google Books
- Wilson, Edmund (1965), The Bit Between My Teeth: A Literary Chronicle of 1950–1965, New York: Farrar, Straus and Giroux, LCCN 65-23978 — преко Internet Archive
- Wilson, Edmund (1952), The Shores of Light: A Literary Chronicle of the Twenties and Thirties, New York: Farrar, Straus, and Young — преко Internet Archive
- Achenbach, Joel (20. 3. 2015), „Why 'The Great Gatsby' is the Great American Novel”, The Washington Post, Washington, D.C., Приступљено 17. 5. 2020
- Adams, J. Donald (9. 11. 1941), „Scott Fitzgerald's Last Novel”, The New York Times, New York City, стр. 62, Архивирано из оригинала 19. 11. 2021. г., Приступљено 21. 11. 2022
- Atkinson, Brooks (4. 12. 1958), „Theatre: Study of 'The Disenchanted'; Writer on Downgrade Shown at Coronet”, The New York Times, New York City, Приступљено 1. 12. 2021
- Berger, Joseph (27. 5. 2011), „Decoding Woody Allen's 'Midnight in Paris'”, The New York Times, New York City, Архивирано из оригинала 11. 7. 2020. г., Приступљено 30. 4. 2020
- Bloom, Julie (9. 9. 2009), „Garrison Keillor Hospitalized for Minor Stroke”, The New York Times, New York City, Приступљено 24. 6. 2021
- Buckton, Mark (14. 4. 2013), „Takarazuka: Japan's Newest 'Traditional' Theater Turns 100”, The Japan Times, Tokyo, Japan, Приступљено 28. 6. 2021
- Canby, Vincent (18. 11. 1976), „'Tycoon' Echoes 30's Hollywood”, The New York Times, New York City, Архивирано из оригинала 19. 8. 2019. г.
- Carter, Ash (13. 5. 2013), „Gatsby's Girl”, Town & Country, New York City, Архивирано из оригинала 12. 4. 2020. г., Приступљено 25. 6. 2020
- Churchwell, Sarah (3. 5. 2013), „What Makes The Great Gatsby Great?”, The Guardian, London, Приступљено 12. 12. 2021
- Cieply, Michael (10. 5. 2013), „'Great Gatsby' Is Poised for a Strong Opening, No Thanks to Critics”, The New York Times, New York City, Приступљено 18. 11. 2021
- Coppola, Francis Ford (16. 4. 2013), „Gatsby and Me”, Town & Country, New York City, Приступљено 27. 6. 2021
- Cowley, Malcolm (20. 8. 1951), „F. Scott Fitzgerald Thought This Book Would Be the Best American Novel of His Time”, The New Republic, New York City, Приступљено 27. 6. 2021
- Diamond, Jason (26. 4. 2016), „Tracing F. Scott Fitzgerald's Minnesota Roots”, The New York Times, New York City, Приступљено 28. 6. 2021
- Donahue, Diedre (7. 5. 2013), „'The Great Gatsby' By the Numbers”, USA Today, New York, Приступљено 24. 4. 2020
- Edwards, Ivana (20. 9. 1992), „Scott Fitzgerald and L.I. of 'Gatsby' Era”, The New York Times, New York City, стр. LI13, Приступљено 15. 9. 2021
- Fassler, Joe (2. 7. 2013), „The Great Gatsby Line That Came From Fitzgerald's Life—and Inspired a Novel”, The Atlantic, Washington, D.C., Приступљено 27. 6. 2021
- Flanagan, Thomas (21. 12. 2000), „Fitzgerald's 'Radiant World'”, The New York Review of Books, New York City, Приступљено 12. 12. 2021
- ———————— (пролеће 1936), „The Crack-Up”, Esquire, New York City, Приступљено 28. 6. 2021
- Gamble, Robert; Preston, Edmund (децембар 1968), National Register of Historic Places Inventory-Nomination: Summit Terrace / F. Scott Fitzgerald House (pdf) (Form 10–300), Minneapolis, Minnesota: United States Department of the Interior National Park Service, Приступљено 15. 9. 2021
- Genzlinger, Neil (24. 5. 2002), „The Downside of Paradise: Fitzgerald's Final Days”, The New York Times, New York City, Приступљено 27. 9. 2021
- Gillespie, Nick (2. 5. 2013), „The Great Gatsby's Creative Destruction”, Reason, Washington, D.C., Приступљено 15. 7. 2021
- Gopnik, Adam (22. 9. 2014), „As Big as the Ritz: The Mythology of the Fitzgeralds”, The New Yorker, New York City, Архивирано из оригинала 30. 12. 2018. г., Приступљено 1. 10. 2018
- Gross, Terry; Corrigan, Maureen (8. 9. 2014), „How 'Gatsby' Went From A Moldering Flop To A Great American Novel”, NPR.org, Washington, D.C.: National Public Radio, Приступљено 27. 6. 2021
- Hall, Mordaunt (22. 11. 1926), „Gold and Cocktails”, The New York Times, New York City, Приступљено 30. 4. 2020
- Kelly, John (13. 9. 2014), „F. Scott Fitzgerald's long journey to a Rockville, Md., cemetery”, The Washington Post, Washington, D.C., Приступљено 27. 6. 2021
- Krystal, Arthur (9. 11. 2009), „Slow Fade: F. Scott Fitzgerald in Hollywood”, The New Yorker, New York City, Приступљено 28. 6. 2021
- Leader, Zachary (21. 9. 2000), „Daisy Packs Her Bags”, London Review of Books, London, 22 (18): 13—15, ISSN 0260-9592, Приступљено 12. 12. 2021
- Mangum, Bryant (пролеће 2016), „An Affair of Youth: In Search of Flappers, Belles, and the First Grave of the Fitzgeralds”, Broad Street Magazine, Richmond, Virginia: Virginia Commonwealth University, стр. 27—39, Приступљено 28. 6. 2021
- Markel, Howard (11. 4. 2017), „F. Scott Fitzgerald's life was a study in destructive alcoholism”, PBS NewsHour, New York City, Приступљено 3. 5. 2020
- McGrath, Charles (22. 4. 2004), „Fitzgerald as Screenwriter: No Hollywood Ending”, The New York Times, New York City, Приступљено 7. 4. 2020
- McInerney, Jay (18. 9. 2007), „Foreword for the interview with F. Scott Fitzgerald by Michel Mok”, The Guardian (на језику: енглески), London, United Kingdom, ISSN 0261-3077, Приступљено 26. 8. 2019
- „Metro's New Pictures”, The New York Times, New York City, стр. D2, 29. 8. 1920, Приступљено 15. 9. 2021
- Mizener, Arthur (20. 9. 2020), „F. Scott Fitzgerald”, Encyclopædia Britannica (на језику: енглески), Chicago, Illinois, Приступљено 22. 9. 2020
- ——————— (24. 4. 1960), „Gatsby, 35 Years Later”, The New York Times, New York City, Архивирано из оригинала 19. 11. 2021. г., Приступљено 21. 11. 2022
- Nash, Margo (29. 5. 2005), „Jersey Footlights: The Dark Side of Paradise”, The New York Times, New York City, Приступљено 20. 11. 2021
- „Not Wholly 'Lost'”, The New York Times, New York City, стр. 10, 24. 12. 1940, Приступљено 19. 11. 2021
- Palmer, Kim (4. 10. 2018), „Exploring the architecture and history of St. Paul's Summit Hill”, Star Tribune, Minneapolis, Minnesota, Архивирано из оригинала 13. 10. 2018. г., Приступљено 28. 6. 2021
- Quirk, William J. (1. 9. 2009), „Living on $500,000 a Year”, The American Scholar, Washington, D.C., Приступљено 28. 6. 2021
- Rath, Arun; Gulli, Andrew (1. 8. 2015), „76 Years Later, Lost F. Scott Fitzgerald Story Sees The Light Of Day”, NPR.org, Washington, D.C.: National Public Radio, Приступљено 28. 6. 2021
- Ryan, Maureen (26. 7. 2017), „Review: 'The Last Tycoon' on Amazon”, Variety (на језику: енглески), Los Angeles, California, Приступљено 27. 9. 2020
- Scott, A. O. (25. 12. 2008), „It's the Age of a Child Who Grows From a Man”, The New York Times, New York City, Приступљено 28. 6. 2021
- ————— (9. 6. 2016), „Review: 'Genius' Puts Max Perkins and Thomas Wolfe in a Literary Bromance”, The New York Times, New York City, Архивирано из оригинала 19. 5. 2020. г., Приступљено 30. 4. 2020
- „Scott Fitzgerald, Author, Dies at 44”, The New York Times, New York City, стр. 23, 23. 12. 1940, Приступљено 28. 6. 2021
- Smith, Dinitia (8. 9. 2003), „Love Notes Drenched In Moonlight: Hints of Future Novels In Letters to Fitzgerald”, The New York Times, New York City, Приступљено 28. 6. 2021
- Svrluga, Susan (22. 2. 2016), „Calls to change U. of Alabama building name to honor Harper Lee instead of KKK leader”, The Washington Post, Washington, D.C., Приступљено 1. 9. 2021
- Thorpe, Vanessa (4. 4. 2020), „Fans pay tribute to F Scott Fitzgerald in worldwide Facebook gathering”, The Guardian, London, United Kingdom, Архивирано из оригинала 27. 4. 2020. г., Приступљено 11. 4. 2020
- Willett, Erika (1999), „F. Scott Fitzgerald and the American Dream”, PBS Online, Arlington, Virginia, Архивирано из оригинала 9. 10. 1999. г., Приступљено 28. 6. 2021
- Wollaston, Sam (28. 1. 2017), „Z: The Beginning of Everything review – Come on Zelda, Scott, where's the passion?”, The Guardian (на језику: енглески), London, United Kingdom, ISSN 0261-3077, Архивирано из оригинала 11. 4. 2020. г., Приступљено 30. 4. 2020
- Yates, Richard (19. 4. 1981), „Some Very Good Masters”, The New York Times Book Review, New York City, Приступљено 28. 6. 2021
- Young, Perry Deane (14. 1. 1979), „This Side of Rockville”, The Washington Post, Washington, D.C., Приступљено 24. 10. 2020

## Spoljašnje veze
- F. Scott Fitzgerald на сајту Пројекат Гутенберг (језик: енглески)
- F. Scott Fitzgerald Centenary pages at the University of South Carolina
- F. Scott Fitzgerald Papers at Princeton University
- Annotated Bibliography
- Texts and translations
- National Historic Landmarks Program: F. Scott Fitzgerald House
- Profile of F. Scott Fitzgerald at Find A Grave